# فیلم‌شناسی رایان رینولدز

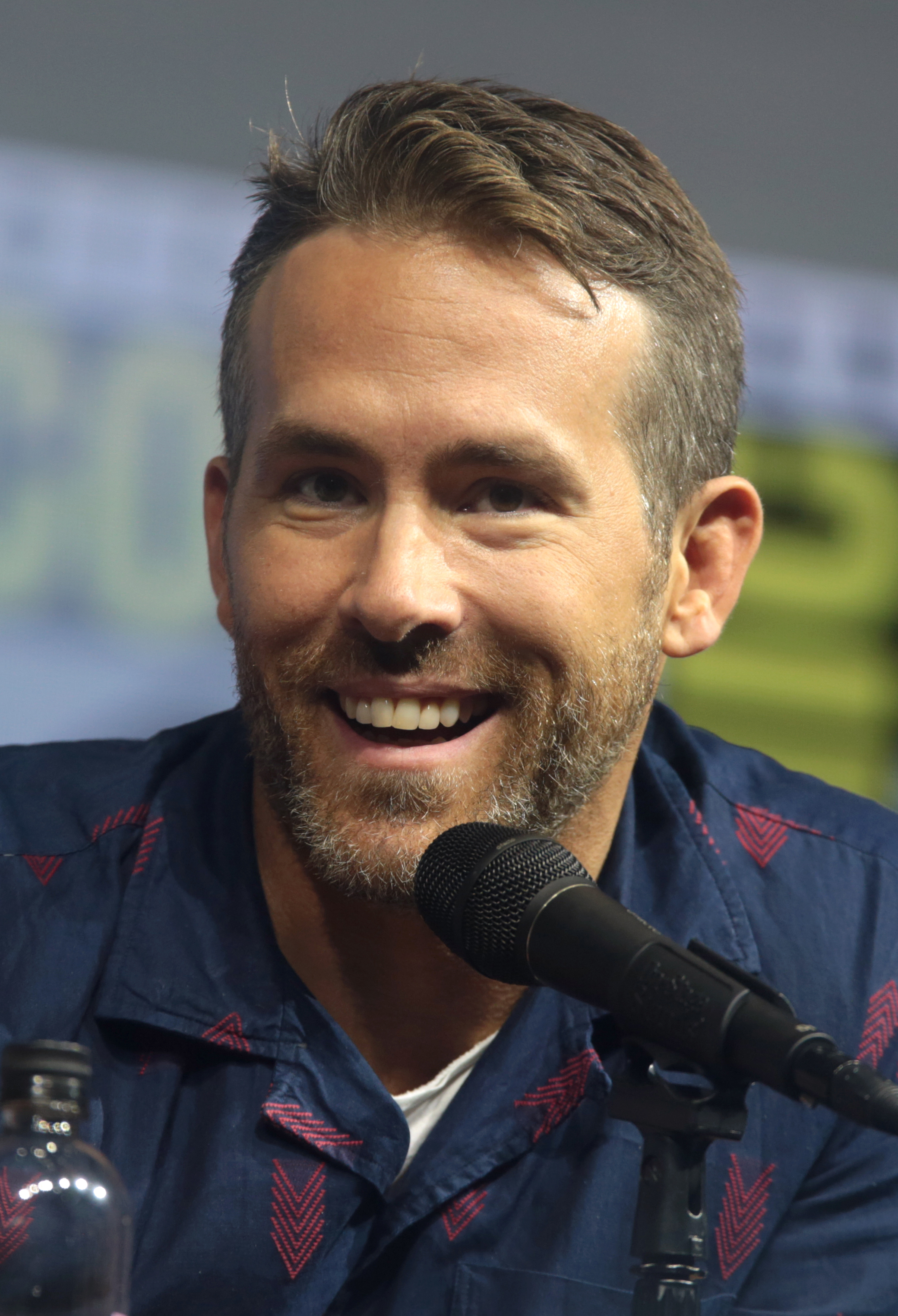
رینولدز در تبلیغ ددپول ۲ در کامیک-کان سن دیگو، سال ۲۰۱۸

رایان رینولدز بازیگر و تهیه‌کننده کانادایی است که در فیلم‌ها، مجموعه‌های تلویزیونی و بازی‌های ویدئویی حضور داشته‌است. رینولدز اولین بازی خود را در تلویزیون در درام نوجوانانه پانزده در سال ۱۹۹۰ انجام داد. دو سال بعد، او اولین فیلم بلند خود را با بازی در نقش یک یتیم بزرگ شده در هند، که از مهاتما گاندی الهام گرفته شده بود، در جادوی معمولی (۱۹۹۳) تجربه کرد. رینولدز پس از اینکه یک نقش پرتکرار را در نمایش تلویزیونی ادیسه (۱۹۹۳) داشت، این رویه را با حضور جزئی در مجموعه پرونده‌های ایکس (۱۹۹۶) و فیلم تلویزیونی سابرینا جادوگر نوجوان (۱۹۹۶) دنبال کرد. بازی وی در نقش یک دانشجوی پزشکی به نام مایکل «برگ» برگن در کمدی دو پسر و یک دختر به پیشرفت چشمگیری رسید.
رینولدز همچنین نقش یک فرد بی مسئولیت را در ون وایلدر و نقش هانیبال کینگ، یک شکارچی خون‌آشام را در تیغه: سه‌گانگی (۲۰۰۴) با وسلی اسنایپس بازی کرد. او سپس در کمدی‌های رمانتیک فقط دوستان (۲۰۰۵)، قطعا، شاید (۲۰۰۸) و پیشنهاد (۲۰۰۹) که از نظر تجاری به موفقیت رسیدند، نقش‌های اصلی را ایفا کرد. در سال ۲۰۱۰، او در تریلر روانشناختی مدفون نقش یک پیمانکار نظامی را بازی کرد که توسط تروریست‌ها اسیر می‌شود. سال بعد، رینولدز در نقش اصلی فیلم ابرقهرمانی گرین لنترن حضور پیدا کرد، که عموماً با استقبال منفی منتقدان مواجه شد و در باکس آفیس نیز ضعیف عمل کرد. در سال ۲۰۱۳، او صداپیشگی یک حلزون باغی به نام توربو و یک غارنشین به نام گای را در غارنشینان انجام داد. دو سال بعد، او در درام می‌سی‌سی‌پی گریند به ایفای نقش پرداخت و در زن طلایی‌پوش نقش یک وکیل را ایفا کرد.
رینولدز پس از بازی در نقش اصلی فیلم ابرقهرمانی ددپول (۲۰۱۶) که تهیه‌کننده آن نیز بود، تحول جدیدی را در حرفه خود تجربه کرد. او پس از بازی در نقش ددپول به‌طور کلی نقدهای مثبتی را از منتقدان گرفت، به ویژه برای اجرای کمدی بی‌پرده خود، که به خاطر آن نامزد جایزه گلدن گلوب بهترین بازیگر مرد – موزیکال یا کمدی فیلم شد. این فیلم همچنین یک موفقیت تجاری بود و در مجموع بیش از ۷۸۲ میلیون دلار در گیشه، فروش جهانی داشت. او این نقش را در دنباله آن در سال ۲۰۱۸، ددپول ۲ تکرار کرد، که عموماً بازخوردهای مثبتی را همانند فیلم قبلی به‌دست آورد. این فیلم با فروش بیش از ۷۸۵ میلیون دلار در سراسر جهان به پرفروش‌ترین فیلم با درجه‌بندی رتبه R تبدیل شد. سال بعد، او صداپیشگی پیکاچو را در فیلم کارآگاه پیکاچو (۲۰۱۹) بر عهده گرفت.

## فیلم
| Films that have not yet been released | به فیلم‌هایی اشاره دارد که هنوز اکران نشده‌اند |

| سال  | عنوان                              | نقش                                 | یادداشت                                             | منبع                        |
| ---- | ---------------------------------- | ----------------------------------- | --------------------------------------------------- | --------------------------- |
| ۱۹۹۳ | جادوی عادی                         |                                     |                                                     | [ ۱۸ ]                      |
| ۱۹۹۷ | هشداردهنده                         |                                     |                                                     | [ ۱۹ ]                      |
| ۱۹۹۹ | به‌زودی                             |                                     |                                                     | [ ۲۰ ]                      |
| ۱۹۹۹ | دیک                                |                                     |                                                     | [ ۲۱ ]                      |
| ۲۰۰۰ | بولت‌نک                             |                                     |                                                     | [ ۲۲ ] [ ۲۳ ]               |
| ۲۰۰۰ | زنده                               |                                     |                                                     | [ ۲۴ ]                      |
| ۲۰۰۱ | هزینه یاب                          |                                     |                                                     | [ ۲۵ ]                      |
| ۲۰۰۲ | ون وایلدر                          |                                     |                                                     | [ ۲۶ ]                      |
| ۲۰۰۲ | خرید گاو                           |                                     |                                                     | [ ۲۷ ]                      |
| ۲۰۰۳ | بستگان سببی                        |                                     |                                                     | [ ۲۸ ]                      |
| ۲۰۰۳ | فول‌پروف                            |                                     |                                                     | [ ۲۹ ]                      |
| ۲۰۰۴ | هارولد و کومار به وایت کستل می‌روند |                                     |                                                     | [ ۳۰ ]                      |
| ۲۰۰۴ | تیغه: سه‌گانگی                      | هانیبال کینگ                        |                                                     | [ ۳۱ ]                      |
| ۲۰۰۵ | وحشت در آمیتی‌ویل                   |                                     |                                                     | [ ۳۲ ]                      |
| ۲۰۰۵ | انتظار…                            |                                     |                                                     | [ ۳۳ ]                      |
| ۲۰۰۵ | دوستی معمولی                       |                                     |                                                     | [ ۳۴ ]                      |
| ۲۰۰۶ | آس‌های دودی                         |                                     |                                                     | [ ۳۵ ] [ ۳۶ ]               |
| ۲۰۰۷ | رتبه‌های نه                         | [ الف ]                             |                                                     | [ ۳۷ ]                      |
| ۲۰۰۸ | نظریه آشوب                         |                                     |                                                     | [ ۳۸ ]                      |
| ۲۰۰۸ | قطعاً، شاید                         |                                     |                                                     | [ ۳۹ ]                      |
| ۲۰۰۸ | کرم‌های شب‌تاب باغ                   |                                     |                                                     | [ ۴۰ ]                      |
| ۲۰۰۹ | سرزمین ماجراجویی                   |                                     |                                                     | [ ۴۱ ]                      |
| ۲۰۰۹ | خاستگاه مردان ایکس: ولورین         | وید ویلسون / وپن ایکس‌آی             |                                                     | [ ۴۲ ] [ ۴۳ ]               |
| ۲۰۰۹ | خواستگاری                          |                                     |                                                     | [ ۴۴ ]                      |
| ۲۰۰۹ | مرد کاغذی                          |                                     |                                                     | [ ۴۵ ]                      |
| ۲۰۱۰ | مدفون                              |                                     |                                                     | [ ۴۶ ]                      |
| ۲۰۱۱ | گرین لنترن                         | هال جردن                            |                                                     | [ ۴۷ ]                      |
| ۲۰۱۱ | تغییر کردن                         |                                     |                                                     | [ ۴۸ ]                      |
| ۲۰۱۱ | نهنگ                               | راوی                                | همچنین تهیه‌کننده اجرایی                             | [ ۴۹ ]                      |
| ۲۰۱۲ | خانه امن                           |                                     |                                                     | [ ۵۰ ]                      |
| ۲۰۱۲ | تد                                 |                                     | کمیوی بدون اعتبار                                   | [ ۵۱ ]                      |
| ۲۰۱۳ | غارنشینان                          | گای                                 | صدا                                                 | [ ۵۲ ]                      |
| ۲۰۱۳ | توربو                              | توربو                               | صدا                                                 | [ ۵۳ ]                      |
| ۲۰۱۳ | آر.آی.پی.دی.                       |                                     |                                                     | [ ۵۴ ]                      |
| ۲۰۱۴ | صداها                              | [ پ ]                               | صدا                                                 | [ ۵۵ ]                      |
| ۲۰۱۴ | اسیر                               |                                     |                                                     | [ ۵۶ ]                      |
| ۲۰۱۴ | یک میلیون راه برای مردن در غرب     |                                     | کمیوی بدون اعتبار                                   | [ ۵۷ ]                      |
| ۲۰۱۵ | می‌سی‌سی‌پی گریند                     |                                     |                                                     | [ ۵۸ ]                      |
| ۲۰۱۵ | زن طلایی‌پوش                        |                                     |                                                     | [ ۵۹ ]                      |
| ۲۰۱۵ | بیخود از خود                       | [ ب ]                               |                                                     | [ ۶۰ ]                      |
| ۲۰۱۶ | مجرم                               |                                     |                                                     | [ ۶۱ ]                      |
| ۲۰۱۶ | ددپول                              | وید ویلسون / ددپول                  | همچنین تهیه‌کننده                                    | [ ۶۲ ]                      |
| ۲۰۱۷ | نو گود دید                         | وید ویلسون / ددپول                  | فیلم کوتاه؛ همچنین نویسنده                          | [ ۶۳ ]                      |
| ۲۰۱۷ | حیات                               |                                     |                                                     | [ ۶۴ ]                      |
| ۲۰۱۷ | محافظ یک آدم‌کش                     | مایکل برایس                         |                                                     | [ ۶۵ ]                      |
| ۲۰۱۸ | ددپول ۲                            | وید ویلسون / ددپول                  |                                                     | [ ۶۶ ] [ ۶۷ ] [ ۶۸ ] [ ۶۹ ] |
| ۲۰۱۸ | ددپول ۲                            | جاگرنات                             |                                                     | [ ۶۶ ] [ ۶۷ ] [ ۶۸ ] [ ۶۹ ] |
| ۲۰۱۸ | ددپول ۲                            | خودش (حضور کوتاه)                   |                                                     | [ ۶۶ ] [ ۶۷ ] [ ۶۸ ] [ ۶۹ ] |
| ۲۰۱۹ | جنگل بارانی خرس بزرگ               | راوی                                | مستند                                               | [ ۷۰ ]                      |
| ۲۰۱۹ | کارآگاه پیکاچو                     | کارآگاه پیکاچو / هری گودمن          | فقط صدا و موشن کپچر صورت برای پیکاچو                | [ ۷۱ ] [ ۷۲ ]               |
| ۲۰۱۹ | هابز و شاو                         | ویکتور لاک (بدون اعتبار) مدیر ایتین |                                                     | [ ۷۳ ]                      |
| ۲۰۱۹ | شش زیرزمینی                        | شماره ۱ (میلیاردر)                  |                                                     | [ ۷۴ ]                      |
| ۲۰۲۰ | غارنشینان: عصر جدید                | گای                                 | صدا                                                 | [ ۷۵ ]                      |
| ۲۰۲۱ | محافظ همسر یک آدم‌کش                | مایکل برایس                         |                                                     | [ ۷۶ ]                      |
| ۲۰۲۱ | ددپول و کورگ ری‌اکت                 | وید ویلسون / ددپول                  | فیلم کوتاه تبلیغاتی؛ همچنین تهیه‌کننده و کارگردان آن | [ ۷۷ ]                      |
| ۲۰۲۱ | مرد آزاد                           | گای (مرد)                           | همچنین تهیه‌کننده                                    | [ ۷۸ ] [ ۷۹ ]               |
| ۲۰۲۱ | مرد آزاد                           | [ ث ]                               | همچنین تهیه‌کننده                                    | [ ۷۸ ] [ ۷۹ ]               |
| ۲۰۲۱ | اعلان قرمز                         | بوث                                 |                                                     | [ ۸۰ ]                      |
| ۲۰۲۲ | پروژه آدام                         | آدام رید                            | همچنین تهیه‌کننده                                    | [ ۸۱ ] [ ۸۲ ]               |
| ۲۰۲۲ | قطار سریع‌السیر                     | کارور                               | کمیوی بدون اعتبار                                   | [ ۸۳ ]                      |
| ۲۰۲۲ | سرزنده                             | کلینت بریگز                         | همچنین تهیه‌کننده                                    | [ ۸۴ ]                      |
| ۲۰۲۲ | ازدواج ناگزیر                      | —                                   | فقط تهیه‌کننده اجرایی                                | [ ۸۴ ]                      |
| ۲۰۲۳ | روح‌شده                             | جوناس                               | کمیو                                                | [ ۸۵ ]                      |
| ۲۰۲۴ | ایف                                | کال                                 | همچنین تهیه‌کننده                                    | [ ۸۶ ]                      |
| ۲۰۲۴ | ددپول و ولورین                     | وید ویلسون / ددپول                  | همچنین تهیه‌کننده و نویسنده                          | [ ۸۷ ]                      |
| ۲۰۲۵ | دوستان حیوانی                      | TBA                                 | همچنین تهیه‌کننده                                    | [ ۸۸ ]                      |
| TBA  | می‌دی                               | TBA                                 | همچنین تهیه‌کننده                                    | [ ۸۹ ]                      |

## تلویزیون
| Television show that has not yet been released | به برنامه‌های تلویزیونی اشاره دارد که هنوز منتشر نشده‌اند |

| سال              | عنوان                                 | نقش           | یادداشت | منبع                    |
| ---------------- | ------------------------------------- | ------------- | --- | ----------------------- |
| ۱۹۹۳–۱۹۹۰        | دامنه تپه                             |               | یک قسمت | [ ۱ ] [ ۹۰ ]            |
| ۱۹۹۴–۱۹۹۳        | ادیسه                                 | [ ج ]         | ۱۳ قسمت | [ ۱ ]                   |
| ۱۹۹۴             | اسم من کِیت است                        |               | فیلم تلویزیونی                                                                                                   | [ ۹۱ ]                  |
| ۱۹۹۸–۱۹۹۵        | محدودیت‌های بیرونی                     | [ ج ]         | ۳ قسمت | [ ۹۲ ]                  |
| ۱۹۹۵             | خدمت در سکوت: داستان مارگارت کامرمایر |               | فیلم تلویزیونی                                                                                                   | [ ۹۳ ]                  |
| ۱۹۹۶             | پرونده‌های ایکس                        |               | یک قسمت | [ ۹۴ ]                  |
| ۱۹۹۶             | نمایش جان لاروکت                      |               | یک قسمت | [ ۹۵ ]                  |
| ۱۹۹۶             | وقتی دوستی می‌کُشد                      |               | فیلم تلویزیونی                                                                                                   | [ ۹۶ ] [ ۹۷ ]           |
| ۱۹۹۶             | سابرینا جادوگر نوجوان                 |               | فیلم تلویزیونی                                                                                                   | [ ۹۸ ]                  |
| ۱۹۹۶             | در کمال خونسردی                       |               | مینی‌سریال تلویزیونی                                                                                              | [ ۹۹ ]                  |
| ۲۰۰۱–۱۹۹۸        | دو پسر و یک دختر                      |               | نقش اصلی | [ ۱۰۰ ]                 |
| ۲۰۰۳             | اسکراب                                |               | یک قسمت | [ ۱۰۱ ]                 |
| ۲۰۰۵–۲۰۰۴        | مرد صفر                               |               | ۱۳ قسمت صدا | [ ۱۰۲ ]                 |
| ۲۰۰۵             | مدرسه زندگی                           |               | فیلم تلویزیونی                                                                                                   | [ ۱۰۳ ]                 |
| ۲۰۰۹ ۲۰۱۷ ۲۰۱۹   | پخش زنده شنبه شب                      | میزبان / خودش | قسمت: «رایان رینولدز/لیدی گاگا» (میزبان) قسمت: «ملیسا مک‌کارتی/هایم» (کمیو) قسمت: «ویل فرل/میکالا استراوس» (کمیو) | [ ۱۰۴ ] [ ۱۰۵ ] [ ۱۰۶ ] |
| ۲۰۱۰             | سسمی استریت                           | خودش          | | [ ۱۰۷ ]                 |
| ۲۰۱۱، ۲۰۱۲، ۲۰۱۷ | فمیلی گای                             | [ ج ]         | ۳ قسمت صدا | [ ۱۰۲ ] [ ۱۰۸ ] [ ۱۰۹ ] |
| ۲۰۱۲             | تخت‌گاز                                | خودش          | | [ ۱۱۰ ] [ ۱۱۱ ]         |
| ۲۰۱۳             | قتل در منهتن                          | —             | تهیه کننده اجرایی؛ فیلم تلویزیونی                                                                                | [ ۱۱۲ ]                 |
| ۲۰۲۰             | خطر! بزرگ‌ترین در تمام دوران           | خودش          | یک قسمت | [ ۱۱۳ ]                 |
| ۲۰۲۰             | نکن                                   |               | همچنین تهیه کننده اجرایی                                                                                         | [ ۱۱۴ ] [ ۱۱۵ ]         |
| ۲۰۲۱             | کورنر گس انیمیتد                      | خودش          | یک قسمت | [ ۱۱۶ ]                 |
| ۲۰۲۲             | به رکسم خوش آمدید                     | خودش          | | [ ۱۱۷ ]                 |
| ۲۰۲۳             | امریکن اوتو                           | خودش          | یک قسمت | [ ۱۱۸ ]                 |

## بازی‌های ویدئویی
| سال  | عنوان                          | نقش                  | یادداشت | منبع    |
| ---- | ------------------------------ | -------------------- | ------- | ------- |
| ۲۰۱۱ | فانوس سبز: ظهور شکارچیان انسان | هال جردن / فانوس سبز | صدا     | [ ۱۱۹ ] |
| ۲۰۱۸ | مارول استرایک فورس             | وید ویلسون / ددپول   | صدا     | [ ۱۲۰ ] |
| ۲۰۲۱ | فورتنایت بتل رویال             | گای                  |         | [ ۱۲۱ ] |